# Inagi
Inagi (japanska: 稲城市?, Inagi-shi) är en stad i västra delen av Tokyo prefektur i Japan. Staden fick stadsrättigheter 1971.